# Cistationina
La cistationina es un aminoácido intermediario en la ruta de síntesis de la cisteína. Posee dos grupos carboxilo y dos grupos amina, ya que se origina por la fusión de dos aminoácidos, los cuales qudan enlazados por un átomo de azufre, formando un tioéter asimétrico.

## Biosíntesis

Metabolismo de la cisteína. La primera reacción es catalizada por la cistationina beta sintasa y la segunda por la cistationina gama-liasa.

La cistationina se genera a partir de la homocisteína y de la serina por la acción de la enzima cistationina beta sintasa, la cual necesita de fosfato de piridoxal como cofactor.

## Degradación
La cistationina es escindida por la enzima cistationina gama-liasa, originando cisteína y α-cetobutirato. Esta reacción es dependiente de fosfato de piridoxal y en ella la cistationina pierde uno de sus dos grupos amina, formando un cetoácido.
Un exceso de cistationina en la orina se denomina cistationinuria, un defecto genético que se debe a una deficiencia de cistationina gama-liasa.